# Powl Ameerali
Powl Ameerali is een Surinaams zanger en songwriter. Tweemaal was hij de vertolker van het winnende lied tijdens SuriPop, in 1982 (Gi yu wawan) en in 1988 (Ef' a kan). Hij trad op met Century en met Salsa on Sunday en ging in 2002 solo verder.

## Biografie

### Achtergrond
Ameerali is rond 1950/1951 geboren en zingt zolang hij het zich kan herinneren. Vanaf zijn achtste groeide hij op in Curaçao en daarna volgde hij de sportacademie in Nederland. Tijdens zijn jeugd bleef hij veelal omringd door Surinamers. In zijn jeugd werd hij geïnspireerd door artiesten als The Beatles (vooral het werk van Paul McCartney), Air Supply, Bread en Stevie Wonder. Zijn stijl valt in te delen als romantische popmuziek met latin invloeden. Zijn romantische nummers zingt hij het liefst in het Sranantongo. Liefde, gevoel en plezier zijn een rode draad in zijn muziek en wil hij uitdragen. Tot ver in de 21e eeuw trekt hij volle zalen, ook in Nederland, en zingt het publiek met zijn liedjes mee. "Dat is voor een artiest een heerlijk gevoel," vertelde hij in 2019 in een interview.

### Begin muziekcarrière
In 1976, zeventien jaar na zijn vertrek uit Suriname, keerde hij terug. In het begin kende hij vrijwel niemand, tot hij jongens van Century ontmoette die een zanger zochten. De leden schreven net als hij hun muziek zelf. Eind jaren zeventig trad hij toe tot deze band. In 1982 namen de bandleden deel aan de eerste editie van SuriPop en bereikten zelfgeschreven nummers hoge plaatseringen. Ameerali vertolkte dit jaar het winnende lied, Gi yu wawan, dat was gecomponeerd door Erik Refos en geschreven door Wim Bakker. Zijn naam was sindsdien onlosmakelijk verbonden met SuriPop. Te meer nadat hij in 1988 nogmaals het winnende lied zong, Ef' a kan, geschreven door Refos en Siegfried Gerling. In 1989 vaardigde SuriPop hem af naar het internationale songfestival Curinfest op Curaçao. Hier bereikte hij de derde plaats met een zelfgeschreven nummer.

### Salsa on Sunday en solocarrière
In de jaren negentig zong hij voor de  S.O.S Band (afkorting van Salsa on Sunday) onder leiding van Juan Navia op gelegenheden in het Torarica Hotel met liedjes die hij zelf had geschreven. De muziek met deze band bracht hij ook uit op een cd. Zijn eerste solo-cd verscheen in 2002 in eigen beheer, getiteld Switi firi. Iwan van Hetten was daar de producer van.
Daarnaast is hij meerdere jaren mee geweest met de SuriToppers, een groep die sinds 2011 samengesteld is uit voormalige deelnemers van SuriPop en voor meerdere concerten naar Nederland afreist. In 2017 trad hij voor het eerst op tijdens het Kwaku Summer Festival. Op het festival liet hij nieuw werk horen en presenteerde hij zijn nieuwe cd SO. In 2018 ging hij op tournee langs vijf theaters in Nederland. Dat jaar zong hij tijdens SuriPop XX het lied Mi gowtu. Het was geschreven door Harold Gessel en bereikte de derde plaats